# Casino Stadion
Casino Stadion – wielofunkcyjny stadion położony w Bregencji, w Austrii. Swoje mecze na tym obiekcie rozgrywa klub piłkarski SC Bregenz. Jego pojemność wynosi 11 112 miejsc.